# أرنبيات الشكل
أرنبيات الشكل[بحاجة لمصدر] أو لاجومورفا (الاسم العلمي: Lagomorpha)، هي رتبةٌ تشمل فصيلتين على قيد الحياة: الأرنبيات (الأرانب والقواعات) والبيكا. يُوجد 110 نوعًا حديثًا من أرنبيات الشكل، منها 109 أنواع موجودة، بما في ذلك 34 نوعًا من البيكا، و42 نوعًا من الأرانب، و33 نوعًا من القواع.